# Yannick Pandor
Yannick Pandor (* 1. Mai 2001 in Marseille) ist ein komorisch-französischer Fußballspieler. Der Torhüter steht seit beim RC Lens in der Ligue 1 unter Vertrag und ist an den Drittligisten US Boulogne verliehen.

## Karriere

### Verein
Pandor begann seine Karriere in der Jugendabteilung vom SC Air Bel. 2018 wechselte er zum RC Lens. Dort kam er ab 2019 für die zweite Mannschaft zum Einsatz. Die erste Spieltagskadernominierung für die erste Mannschaft erhielt der Torhüter im Mai 2021 in der Ligue 1. In der folgenden Saison erhöhte sich die Spielzeit in der zweiten Mannschaft deutlich, während er für die A-Mannschaft immer wieder auf der Bank Platz nehmen durfte. Im Juni 2022 unterschrieb der Komorer zwar auch seinen ersten Profivertrag, doch zu einem Pflichtspieleinsatz kam er dort bisher nicht. Im Sommer 2024 folgte dann eine Leihe an den Drittligisten US Boulogne.

### Nationalmannschaft
Pandor debütierte im März 2022 für die komorische A-Nationalmannschaft im Rahmen eines Freundschaftsspiels gegen Äthiopien (2:1). Im gleichen Jahr kam er auch für dessen U-20-Auswahl in zwei Testspielen zum Einsatz. Das erste Pflichtspiel für die A-Nationalmannschaft bestritt er am 17. Juni 2023 in der Qualifikation zum Afrika-Cup in Lesotho (1:0)